# 农迪约
农迪约（法語：Nomdieu，法語發音：[nɔ̃djø]）是法国洛特-加龙省的一个市镇，属于内拉克区。

## 地理
农迪约（44°5'41"N, 0°28'30"E）面积12.59 平方千米，位于法国新阿基坦大区洛特-加龍省，该省份为法国西南部内陆省份，北起多爾多涅省，西接吉倫特省和朗德省，南至热尔省，东临塔恩-加龙省和洛特省。
与农迪约接壤的市镇（或旧市镇、城区）包括：索蒙、利加德、菲约、弗朗塞斯卡、拉蒙茹瓦、圣樊尚德拉蒙茹瓦。

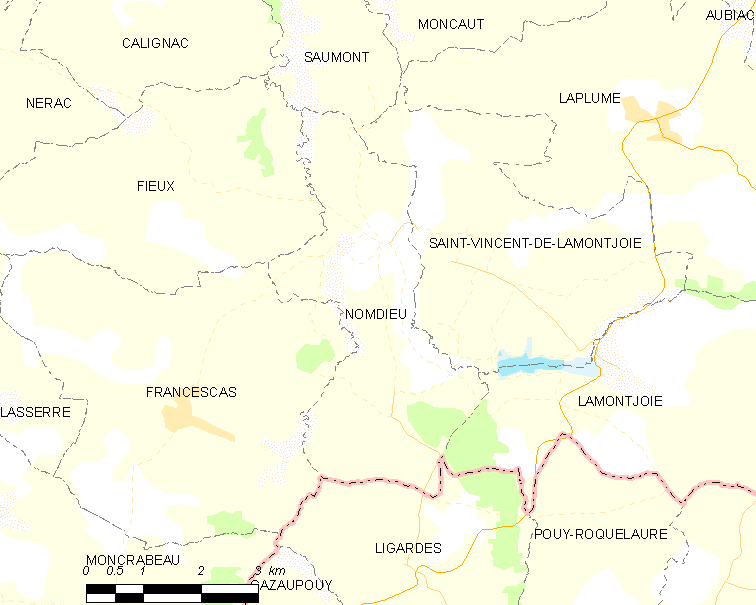
农迪约的OSM定位图

农迪约的时区为UTC+01:00、UTC+02:00（夏令时）。

## 行政
农迪约的邮政编码为47600，INSEE市镇编码为47197。

## 政治
农迪约所属的省级选区为阿尔布雷县。

## 人口

1962-2008年间农迪约人口变化图示

农迪约于2022年1月1日时的人口数量为252人。